# Іл-8
Іл-8 (часто використовується позначення Іл-8-1) — проєкт глибокої модифікації штурмовика Іл-2, здійснюваний КБ Ільюшина в роки Німецько-Радянської війни. Незважаючи на доведення проєкту до передсерійних зразків, в серію літак так і не пішов.

## Історія розробки
У 1942 році ОКБ С. В. Ільюшина отримало завдання створити важкий штурмовик-бомбардувальник на базі Іл-2, який міг би нести вантаж до тонни бомб. Техзавданням також передбачалося поліпшення бронювання, посилення вогневої потужності, а також ремоторизація на двигуні АМ-42.
Перший варіант Іл-8 (Іл-АМ-42) злетів 10 травня 1943 року і був виконаний за схемою Іл-2, але мав більш довгий (на 90 см) фюзеляж і збільшену площа крила при тому ж, що в Іл-2 розмаху (14,6 м). Кабіна була цільноброньованою, озброєння — як на Іл-2, однак також передбачалася встановлення гармат НС-37 на крилах. Крім того, стрілець тепер розташовувався всередині зарезервованого об'єму, а не за ним, як на Іл-2, що підвищувало його шанси на виживання. Машина повинна була брати на борт 1 тонну бомб і 8 РС-82 або РС-132. Другий варіант, злетів 1 січня 1944 року, відрізнявся криловими гарматами — замість НС-37 передбачалася установка штатних для Іл-2 ВЯ-23. Крім того, якщо перший варіант частково все ще був зроблений з дерева, то другий був суцільнометалевим.
Двигун АМ-38 був замінений на АМ-42 (потужність — 2000 к. с.), в результаті максимальна швидкість штурмовика на висоті 2240 метрів досягала 470 км/год, що перевищувало аналогічний показник Іл-2 майже на 50 км/год. При наземних випробуваннях були виявлені недоліки двигуна — він відрізнявся перебоями в роботі, виявився схильний до вібрацій і підвищеного димоутворення.
Тим не менш, льотні випробування пройшли дуже успішно. Володимир Коккінакі, який керував літаком, зазначив його передбачуваність і чудову керованість. Завдяки потужному мотору, швидкопідйомність зросла на 15 %, так само скоротилася довжина розбігу, крім того, літак став більш маневреним. Перший прототип всього виконав 44 польоти тривалістю 19.5 годин, по другому прототипу дані відсутні. Державні випробування визнали завершеними 12 квітня 1944 року. Головний інженер РСЧА А. К. Рєпін написав лист Маленкову і Шахуріну з проханням прийняти всі зусилля щодо негайної постановки в серію Іл-8 на авіаційних заводах № 1, 18 і 30. У якийсь момент передбачався випуск Іл-8 паралельно з Іл-2 на заводі № 18. Однак цим планам не судилося збутися через швидкий прогрес по Іл-10.
Після закриття програми Іл-8 Ільюшин запропонував проєкт глибокої переробки, Іл-8-2, що використовує так само напрацювання та результати льотних випробувань Іл-10. Була перероблена кабіна пілота і турель стрілка, змінився склад озброєння і система охолодження двигуна. Корекція вигляду фюзеляжу і новий чотирилопатевий гвинт призвели до того, що швидкість досягла 461 км/год на рівні моря. Незважаючи на схвалення проєкту військовими, в серію літак не пішов. Деякий час КБ просувало програму ремоторизації Іл-8-2 на АМ-43, форсовану версію АМ-42, однак дана програма не отримала розвитку. Програма Іл-8 була реалізована тільки в частині ремоторизації деякої частини Іл-2 двигуном АМ-42.

## Озброєння
Гарматне озброєння складалося з двох ВЯ-23 в крилах (або НС-37), а також двох ШКАС. Крім того, кормовий стрілок був озброєний 20-мм гарматою УБ-20 Берьозіна (на першому льотному зразку був встановлений 12.7-мм кулемет УБК) в переробленій броньованій турельній установці.

## Варіанти
- Розвідувальний варіант — проєктувався, відрізнявся зменшеним складом озброєння і більш потужною радіостанцією.[2] Передбачався так само для використання в якості літака-коригувальника[2].